# Air France (Band)
Air France ist eine aus Göteborg stammende Band. 2006 erschien ihr erstes Werk, die EP On Trade Winds und 2008 die zweite EP No Way Down auf dem schwedischen Label Sincerely Yours, die beide als CD und Download erschienen sind. No Way Down ist als limitierte Edition auch als 12 Inch Vinyl auf dem japanischen Label Every Conversation erschienen.

## No Way Down
No Way Down besteht aus sechs Tracks, die, dicht verwoben, ineinander überlaufen und daher den Anschein eines Konzeptalbums geben. No Way Down entlehnt Stilelemente aus dem klassischen Pop-Songwriting, wie zum Beispiel repetitive Strophen. Die Produktion vermischt diese Elemente mit Einflüssen aus Balearic-House-Sounds und dem aus dem Hip-Hop entlehnten Form des Samplings. Auf dem Track Collapsing at your doorstep sind beispielsweise zwei Kinderstimmen zu hören, die enigmatisch „Sorta like a dream, isn’t it? No, better“ wiederholen. Das amerikanische Musikportal Pitchfork Media listet No Way Down mit einem Rating von 8,6 Punkten auf Platz 14 der 50 besten Veröffentlichungen des Jahres 2008.

## Remixe
Air France produziert auch Remixe für andere Bands. Es erschien eine Remix-Compilation der britischen Band Saint Etienne (Band), deren Album Foxbase Alpha unter anderem von Richard X und Air France bearbeitet wurde. Außerdem erschienen Air France-Remixe für Bands wie Friendly Fires oder Taken by Trees.

## Diskografie
- On Trade Winds EP (Sincerely Yours, 2006)
- No Way Down EP (Sincerely Yours, 2008)
- GBG Belongs to Us MP3 (Sincerely Yours, 2009)